# کریستیانو جیملی
کریستیانو جیملی (انگلیسی: Cristiano Gimelli؛ زادهٔ ۱۵ فوریهٔ ۱۹۸۲) بازیکن فوتبال اهل ایتالیا است.
از باشگاه‌هایی که در آن بازی کرده‌است می‌توان به باشگاه فوتبال ویرتوس لانچانو و باشگاه ورزشی لاتزیو اشاره کرد.